# آئوبادای
آئوبادای (青葉台) ناحیه ای است واقع در بخش شمالی مگورو-کو، توکیو، توکیو، ژاپن، که از ۴–۱ چومه تشکیل شده است.
از اول اکتبر ۲۰۲۰، جمعیت آن ۸۳۶۲ نفر است.

## جغرافیا
منطقه آئوبادای با شینسنچو، نانپیدایچو، شیبویا، توکیو، هاچییاماچو، و ساروگاکوچو، شیبویا در شمال خیابان کیو یامانوته (旧山手通り);
کامیمگورو در جنوب؛ و هیگاشییاما، اوهاشی، کومابا در غرب و شمال غربی در سراسر خیابان یاماته (手通り) همسایه است.
محله ای در دامنه تپه در آئوبادای ۲-چومه با نام سایگویاما (西郷山) شناخته می‌شود که به معنای واقعی کلمه به معنای «کوه سایگو» است. به این دلیل نامگذاری شد که سایگو جودو، سیاستمدار دوره میجی و برادر کوچکتر سایگو تاکاموری، در آنجا عمارتی داشت. این عمارت برای نگهداری به موزه میجی مورا در اینویاما، آیچی منتقل شد و سایتی که خانه سایگو در آن وجود داشت، خانه Saigōyama Park (西郷山公園) و پارک سوگکاری (菅刈公園) است.

## مکان‌های دیدنی

### سفارتخانه‌ها
- سفارت مصر (آئوبادای 1-5-4)[۳]
- سفارت سنگال (آئوبادای 1-3-4)[۴]

### سایر
- مرکز نقشه ژاپن (آئوبادای 4-9-6)[۵]

## تحصیلات
شورای آموزش شهر مگورو مدارس ابتدایی و متوسطه عمومی را اداره می‌کند.
تمام آئوبادای ۲–۴-چومه و بخشی از ۱-چومه به مدرسه ابتدایی Sugekari (菅刈小学校) و No. 1 دبیرستان (第一中学校). بخش‌هایی از 1-chome به مدرسه ابتدایی کاراسوموری (烏森小学校) و دبیرستان هیگاشیاما 
(目黒区立東山中学校) تقسیم شده است.
Aobadai محل یک مدرسه ابتدایی است که در سال ۱۸۷۵ تأسیس شد، Sugekari Elementary School (菅刈小学校).
مؤسسه آموزش عالی واقع در این منطقه دانشگاه سانو است. اگرچه پردیس اصلی آن در Ise Hara, Kanagawa واقع شده است، دانشگاه "پردیس Daikanyama" را در این منطقه نگهداری می‌کند. Aoba - Japan International School نیز در Aobadai واقع شده است.